# Teulada (Sardenya)
Teulada és un municipi italià, situat a la regió de Sardenya i a la província de Sardenya del Sud. L'any 2001 tenia 3.988 habitants. Es troba a la regió de Sulcis-Iglesiente. Limita amb els municipis de Domus de Maria, Masainas, Piscinas, Pula (CA), Sant'Anna Arresi, Santadi i Giba (CI).

## Administració
| Període | Identitat      | Partit        |
| ------- | -------------- | ------------- |
| 2006-   | Giovanni Albai | Llista cívica |